# Padang Ratu (Limau)
Padang Ratu is een bestuurslaag in het regentschap Tanggamus van de provincie Lampung, Indonesië. Padang Ratu telt 942 inwoners (volkstelling 2010).